# Abbeville (Missisipi)

Miasto Abbeville w stanie Missisipi i hrabstwie Lafayette

Abbeville – miasto w stanie Missisipi w hrabstwie Lafayette w Stanach Zjednoczonych.